# Alisa Tiščenko
Alisa Sergeevna Tiščenko (in russo Алиса Сергеевна Тищенко?, traslitterato anche come Alisa Tishchenko; Krasnodar, 17 febbraio 2004) è una ginnasta russa specializzata nella ginnastica ritmica, vincitrice della medaglia d'argento nella gara a squadre alle Olimpiadi di Tokyo 2020.

## Biografia
Alisa Tiščenko è nata a Krasnodar il 17 febbraio 2004. Ha iniziato a praticare ginnastica ritmica a 6 anni incoraggiata dalla madre, che da giovane aveva provato a sua volta tale sport. Dopo alcuni anni ha iniziato ad allenarsi con l'allenatrice Elena Serebryakova e la coreografa Natalya Kritskaya presso il centro di preparazione olimpica di Krasnodar e nel 2017 è stata invitata a fare parte della squadra nazionale russa juniores.
A maggio 2019 ai Campionati europei di ginnastica ritmica di Baku ha vinto la medaglia d'oro nel concorso completo (squadra juniores più tre individualiste senior), nel concorso a squadre juniores e nelle specialità 5 cerchi e 5 nastri. In seguito ai Campionati mondiali juniores di ginnastica ritmica 2019 che si sono svolti a Mosca a luglio ha vinto l'oro nel concorso completo  di gruppo, nei 5 cerchi, nei 5 nastri e nel concorso a squadre dove si sommano i risultati del gruppo e delle individualiste.
Nel 2020 ha esordito a livello senior ed è stata selezionata per fare parte della squadra del Comitato Olimpico Russo ai giochi olimpici di Tokyo che si sono svolti nell'agosto 2021, dove ha vinto la medaglia d'argento nel concorso a squadre insieme a Anastasija Bliznjuk, Anastasija Maksimova, Angelina Škatova e Anastasija Tatareva.
A ottobre 2021 ha preso parte ai Campionati mondiali di ginnastica ritmica che si sono svolti a Kitakyūshū in Giappone, gareggiando come rappresentante della Federazione russa di ginnastica ritmica (RGF) in seguito all'esclusione della Russia per l'accusa di doping di Stato. Insieme ad Anastasija Bliznjuk, Polina Orlova, Angelina Škatova e Marija Tolkačëva ha vinto la medaglia d'oro nel concorso di gruppo e nelle 5 palle e la medaglia d'argento nei 3 cerchi + 4 clavette alle spalle della squadra italiana, e la medaglia d'oro nel concorso completo a squadre insieme anche alle due individualiste Arina Averina e Dina Averina.

## Palmarès
- Giochi olimpici

Tokyo 2020: argento nel concorso a squadre
- Mondiali

Kitakyūshū 2021: oro nel concorso a squadre, nel concorso completo di gruppo e nelle 5 palle, argento nei 3 cerchi + 4 clavette
- Mondiali juniores

Mosca 2019: oro nel concorso a squadre, concorso completo di gruppo, 5 cerchi e 5 nastri
- Europei juniores

Baku 2019: oro nel concorso a squadre, concorso completo di gruppo, 5 cerchi e 5 nastri